# Kacen Callender
Kacen Callender, né le 19 septembre 1989 à Saint-Thomas dans les îles Vierges des États-Unis, est un auteur de littérature jeunesse et littérature jeune adulte originaire de Saint-Thomas aux îles Vierges des États-Unis.

## Biographie
Kacen Callender naît et grandit à Saint Thomas, dans les Îles Vierges des États-Unis, et obtient une licence de l'université Sarah Lawrence en japonais et en création littéraire, puis un master de The New School dans le cadre de leur programme Écrire pour les Enfants.
Callendar commence sa carrière en tant qu'éditeur chez Little, Brown and Company. En 2018, après l'ouragan Irma, Kacen Callender lance la campagne #USVIPubFund et lève 104 000 dollars pour les Îles Vierges des États-Unis,,.
Son premier roman, Hurricane Child (en), parle d'une jeune fille de douze ans née pendant un ouragan et qui pense être maudite. Il est publié en 2018 et reçoit le prix Stonewall en 2019. Il publie ensuite le livre de littérature young adult This is Kind of an Epic Love Story, qui est nommé avec Hurricane Child pour le prix Lambda Literary dans la catégorie LGBTQ* Jeunesse / Young Adult ; c'est Hurricane Child qui remporte le prix. Toujours en 2019, il publie le roman pour adultes Queen of the Conquered, un roman inspiré de la colonisation des Caraïbes,.
Kacen Callender annonce être trans et utiliser les pronoms they et he (« il ») en mai 2019, à l'annonce de son nouveau roman, Felix Ever After. Il s'agit d'un deuxième roman Young Adult, parlant d'une personne adolescente transgenre qui essaie de faire du catfishing à un élève de sa classe pour se venger, mais finit par s'en éprendre. Le roman est publié par Balzer + Bray en 2020 et en français par les éditions Slalom en 2021.
En 2020, Kacen Callender publie son deuxième livre pour une audience collégienne, King and the Dragonflies,,,. Le roman remporte le prix Lambda Literary dans la catégorie Littérature pour enfants et ados en 2021.

## Œuvres

### Romans jeunesse
- (en) Hurricane Child, Scholastic, 2018
- (en) King and the Dragonflies, Scholastic, 2020

### Romans Young Adult

#### SérieInfinity Alchemist
1. (en) Infinity Alchemist, Tor Teen, 2024
2. (en) Chaos King, Tor Teen, 2025

#### Romans indépendants
- (en) This is Kind of an Epic Love Story, Balzer+Bray, 2018
- Felix Ever After, Slalom, 2021 ((en) Felix Ever After, Balzer+Bray, 2020), trad. Manu Causse, 368 p.  (ISBN 978-2-37554-300-9)

### Romans adulte

#### SérieIslands of Blood and Storm
1. (en) Queen of the Conquered, Orbit, 2019
2. (en) King of the Rising, Orbit, 2020

## Prix et récompenses

### Prix remportés
- Prix Stonewall de la littérature jeunesse et jeune adulte 2019 pour Hurricane Child[19]
- Prix Lambda Literary LGBTQ* jeunesse et jeune adulte 2019 pour Hurricane Child[9]
- National Book Award littérature jeunesse 2020 pour King and the Dragonflies[20]
- Prix World Fantasy du meilleur roman 2020 pour Queen of the Conquered[21]
- Prix Stonewall de la littérature jeunesse et jeune adulte 2021 pour Felix Ever After
- Prix Coretta Scott King 2021 pour King and the Dragonflies
- Prix Lambda Literary - LGBTQ Jeunesse 2021 pour King and the Dragonflies[22]

### Nominations
- Prix Lambda Literary LGBTQ* jeunesse et jeune adulte 2019 pour This is Kind of an Epic Love Story[23]